# 嘉乐镇
嘉乐镇，是中华人民共和国四川省宜宾市高县下辖的一个乡镇级行政单位。2019年8月，撤销趱滩乡，将其所属行政区域划归嘉乐镇管辖。

## 行政区划
嘉乐镇下辖以下地区：
广乐社区、人民村、云鹤村、长丰村、骑马村、卢湾村、两河村、渔舟村和同意村、民乐社区、新油村、天星村、龙旺村和光明村。